# Aeródromo Paso Browning
El aeródromo Paso Browning (en inglés: Browning Pass Skiway) es un aeródromo de hielo de la Antártida operado por la ENEA del Programa Nacional de Investigaciones en la Antártida de Italia. Sirve a la base Mario Zucchelli, ubicada a 9.8 km al sudeste y sobre la costa de la bahía Terra Nova. El aeródromo se localiza sobre el paso Browning, en la costa Scott de la Tierra de Victoria, a 63 metros sobre el nivel del mar. 
El paso Browning es un puerto de montaña cubierto de hielo, de 19 km de longitud, que se encuentra entre la masa principal de la cordillera Deep Freeze y la línea de colinas costeras conocida como estribaciones del Norte. El paso facilita el movimiento entre los extremos inferiores del glaciar Priestley y el glaciar Campbell.
La pista de hielo fue utilizada por Estados Unidos antes de que Italia se estableciera en ella en 1997. Es utilizada en el verano austral en los meses de enero y febrero por aviones Basler BT-67. Por lo general funciona cuando la pista de hielo marino de la base Mario Zucchelli no está disponible porque el hielo está derretido hasta mediados de febrero.
La pista está marcada y cuenta con dos contenedores, uno se usa como refugio y el otro como almacén, totalizando 30 m². El refugio cuenta con 4 camas y en él permanecen dos personas durante la operación del aeródromo. El aeródromo se conecta con la base Zucchelli mediante helicópteros o por aviones Twin Otter.
En las alturas cercanas Italia tiene una estación meteorológica automática denominada Maria, a 355 m s. n. m.

## Puente aéreo de los Twin Otter
El transporte liviano de cargas y pasajeros entre las bases Mario Zucchelli, Dumont d'Urville y Concordia es realizado por aviones con esquíes Twin Otter desde fines de octubre hasta que las condiciones del hielo lo permitan en febrero. Uno o dos aviones soportan las investigaciones científicas transportando material y equipos principalmente hacia la base Concordia en el domo C. Pueden transportar una tonelada de mercancías o 6 pasajeros con su equipaje polar y su alcance es de menos de 1000 km. Estos aviones pertenecen a la compañía canadiense Kenn Borek Air y en temporada estival austral parten de su base en Calgary (Canadá) con piloto, copiloto y mecánico viajando a la Antártida en un viaje de dos semanas vía Punta Arenas en Chile. En el aeródromo de Punta Rothera cambian sus ruedas por esquíes y luego pasando por el aeródromo Jack F. Paulus en el polo sur alcanzan la base McMurdo antes de llegar a Zucchelli.
En los viajes entre la pista menor de Zucchelli y el aeródromo de Concordia (1165 km) los aviones hacen escala en el aeródromo Mid Point, ubicado a 532 km de Zucchelli. En caso de no estar disponibles ninguna de las pistas de hielo marino de Zucchelli, los aviones utilizan el aeródromo Lago Enigma o el aeródromo Paso Browning. Entre Zucchelli y el aeródromo D-10 de la base Robert Guillard (inmediata a Dumont d'Urville) los vuelos son de 1263 km, debiendo hacer escala de reabastecimiento en el campamento Domo Talos a 258 km de Zucchelli. Previamente se utilizó el aeródromo Sitry a 601 km de Zucchelli y a 653 km de S-10, pero debió abandonarse por los sastrugis. Entre S-10 y Concordia (1160 km) la escala se realiza en el aeródromo D-85 a 414 km de S-10.